# Stratiphoromyces raghukumarensis
Stratiphoromyces raghukumarensis är en svampart som beskrevs av D'Souza, S.K. Singh & Bhat 2002. Stratiphoromyces raghukumarensis ingår i släktet Stratiphoromyces, divisionen sporsäcksvampar och riket svampar.   Inga underarter finns listade i Catalogue of Life.